# あんずの里

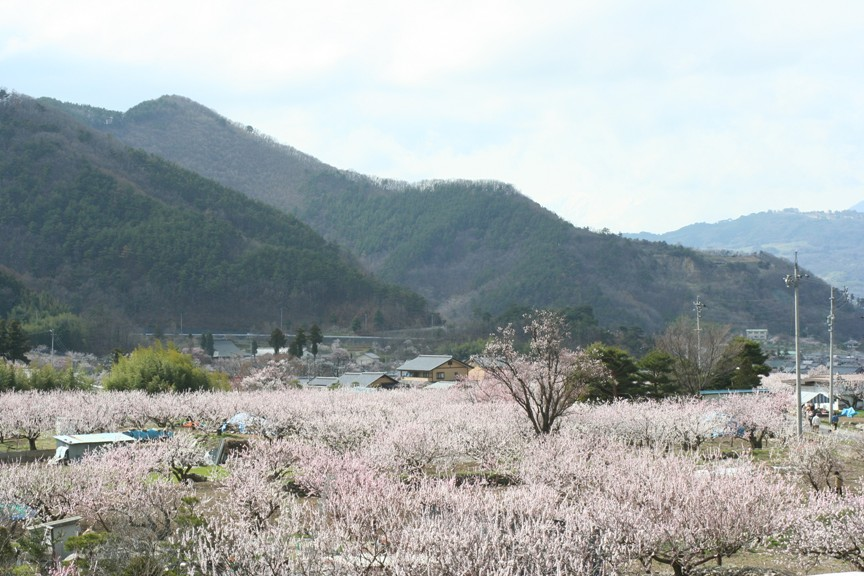
あんずの里

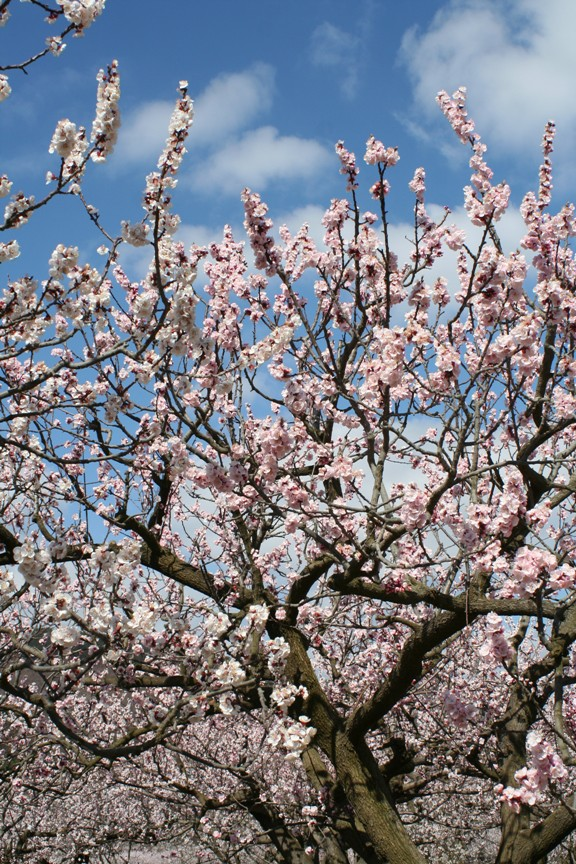
あんずの木

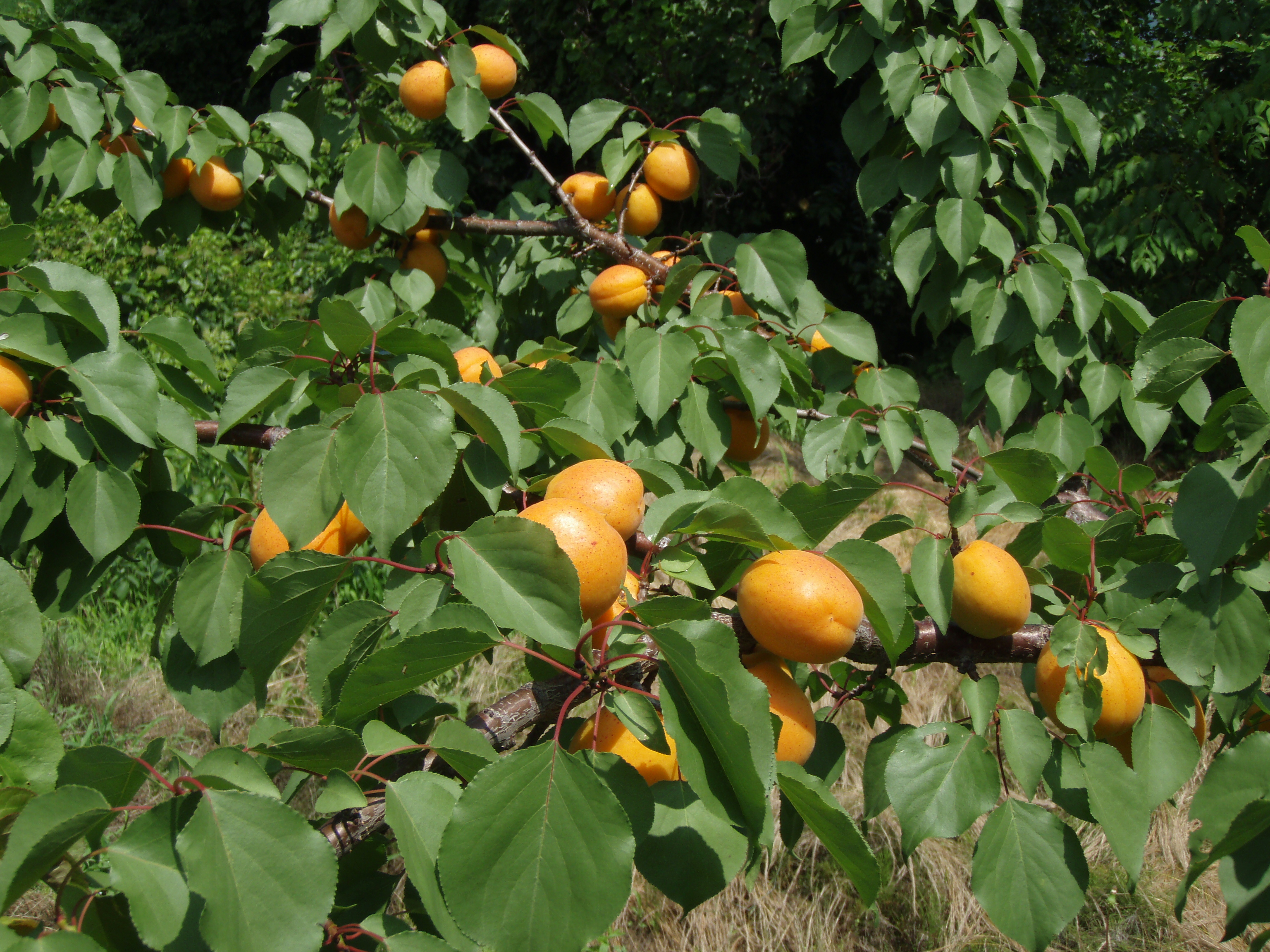
収穫直前の木

あんずの里（あんずのさと）は、長野県千曲市 森地区、倉科地区にある観光名所である。市町村合併以前の旧・更埴市のアンズの生産量は、2001年度には日本一であった。

## 歴史
元禄時代、伊予の宇和島藩主伊達宗利の娘の豊姫が松代藩主真田幸道に嫁いだ際、故郷を偲ぶ品としてあんずの種子を持参したのが始まりとする説がある。また、杏仁が咳止め薬として珍重され、松代藩が栽培を奨励したため、今日に至るまで生産が盛んになったと言われている。
森地区、倉科地区はガラ地と呼ばれるほど石が多く、畑作に不向きな土地とされていたが、日当たりが良く水はけが良いため藩がこの地を選んで生産を奨励した。当初は専ら種子を採るための栽培だったが、江戸時代後期には実を食べるようになり、乾燥したアンズを参勤交代の土産にしたという。
THE BLUE HEARTSが最後にライブを行った地でもある。

## 観光
4月上旬頃からアンズの花見を楽しむことができる。温暖化の影響か、毎年開花の時期が早まっており、3月20日ごろには開花する年が多くなっている。また、アンズ狩りは6月20日頃から7月15日頃まで可能。収穫シーズンには浴衣を着てアンズを収穫する、この地域ならではのユニークな光景を見ることもできる。アンズは開花予測も収穫時期の予測も困難な作物なので、行楽の際は最新の情報を確認する必要がある。
- あんずの里アグリパーク [4] - 観光農園
- あんずの里スケッチパーク
- あんずの里物産館 [5]
- あんずの里観光会館
- 杏の里板画館 [6]
- 大宮神社
- 観龍寺
- 科野の里歴史公園 [7]
  - 埴科古墳群 （国の史跡）
    - 森将軍塚古墳
    - 有明山将軍塚古墳 - 有明山

  - 長野県立歴史館
  - 千曲市森将軍塚古墳館

## アクセス
- 長野自動車道 更埴インターチェンジから車で10分程
- 長野自動車道屋代バスストップから徒歩約5分
- しなの鉄道 しなの鉄道線 屋代駅から徒歩約30分